# Bmibaby
Bmibaby (торговая марка bmibaby.com) — упразднённая бюджетная авиакомпания Великобритании со штаб-квартирой в Касл-Донингтоне, являвшаяся дочерним предприятием магистральной авиакомпании BMI. Осуществляла пассажирские перевозки в аэропорты страны Европы главным образом из своих транзитных узлов (хабов) в аэропорте Белфаст-Сити имени Джорджа Беста и аэропорте Восточного Мидландса.
Авиакомпания Bmibaby работала под лицензией «А» эксплуатанта Управления гражданской авиации Великобритании, позволяющей использовать самолёты вместимостью в 20 и более пассажирских мест, а также осуществлять грузовые и почтовые перевозки внутри страны и за её пределами.

## История
Авиакомпания Bmibaby была основана 24 января 2002 года и начала операционную деятельность 22 марта того же года с регулярного маршрута между Восточным Мидлендсом и Малагой.
Дальнейшее укрупнение маршрутной сети перевозчика повлекло открытие собственных транзитных узлов (хабов) в аэропортах Кардиффа (октябрь 2002 года), Манчестера (май 2003 года), Дарема «Долина Тиса» и Бирмингема (январь 2005 года). Хаб в Дареме был закрыт уже в 2006 году вследствие недостаточного пассажирского потока через данный аэропорт.
1 марта 2007 года авиакомпания объявила о внедрении нового сервиса «only choose what you need» («выбирайте только необходимое»), в рамках которого пассажиры могут сами выбирать те платные услуги, в которых они нуждаются (например, бронирование билетов с гибкими датами вылета, заказ гостиничного номера, электронная регистрация и другие). Одновременно компания объявила о распространении действия бонусной программы BMI поощрения часто летающих пассажиров DMI Diamond Club на собственные регулярные рейсы.
К 2007 году флот Bmibaby насчитывал девять самолётов Boeing 737, базировавшихся в аэропорте Бирмингема, однако в декабре следующего года авиакомпания объявила о приостановлении пяти регулярных маршрутов из данного аэропорта по причине постепенного снижения пассажирского трафика через Бирмингем. В ноябре 2009 года руководство перевозчика заявило о дальнейшем уменьшении числа регулярных рейсов, плановом уменьшении в 2010 году количества эксплуатируемых лайнеров с 17 до 12 единиц и о сокращении штата авиакомпании на 158 рабочих мест.
В апреле 2011 года Bmibaby сообщила о закрытии собственных хабов в аэропортах Кардиффа и Манчестера к октябрю 2011 года и переносе центра тяжести маршрутной сети из этих точек в транзитные узлы Бирмингема, Восточного Мидландса и в новый хаб аэропорта Белфаста.
9 сентября 2012 года был совершен последний полёт по маршруту WW5330 из Малаги в Восточный Мидленд.

## Флот
По состоянию на июнь 2011 года воздушный флот авиакомпании Bmibaby состоял из следующих самолётов, все пассажирские салоны которых сконфигурированы в одноклассной компоновке:
Несколько самолётов авиакомпании имели на своих ливреях слово «baby» («ребёнок»).

## Сервис на борту
В полетё на рейсах Bmibaby пассажирам предлагался широкий спектр товаров, включая различные скретч-карты, не облагаемые налогами парфюмерные изделия, игрушки, сувениры, а также горячие и холодные напитки, закуски и бутерброды. На рейсах в страны Европейского союза дополнительно по беспошлинной стоимости можно было приобрести сигареты и алкогольные напитки. Предлагаемое пассажирам меню имело фирменное название «Tiny Bites» («крошечные кусочки»). На всех рейсах Bmibaby распространялись собственные иллюстрированные журналы «Yeah baby!»
Пассажирские салоны на большинстве лайнеров авиакомпании были оборудованы тёмно-синими кожаными креслами, расстояние между пассажирскими рядами составляло 28-30 дюймов.